# Åke Johansson (Bååt)
Åke Johansson (Bååt), död 27 februari 1588, var en svensk häradshövding.

## Biografi
Åke Johansson (Bååt) var son till slottsloven Johan Pedersson (Bååt) på Stockholms slott och Kerstin Tott. Han var hertig Karls furstliga råd och fick 27 juni 1576 häradshövdingsräntan i Villåttinge härad. Åke JOhansson var 1584 häradshövding i Snevringe härad och vid sin död häradshövding i Strömsholms län. Han avled 1588 och begravdes i Västerås domkyrka.
Innehavare av Tidö slott i Rytterne socken och Eknaholm i Tjureda socken.

### Familj
Åke Johansson var gift med Christina Trolle (död 1609), dotter till riksrådet Ture Trolle och Magdalena Eriksdotter (Gyllenstierna af Svaneholm). De fick tillsammans barnen Åke Åkesson (Bååt) (död 1591), Kerstinn Åkesdotter Bååt (död 1622) som var gift med ryttmästaren Bengt Sparre af Rossvik och Anna Åkesdotter Bååt (1579–1649) som var gift med rikskanslern Axel Oxenstierna af Södermöre.